# 核蛋白

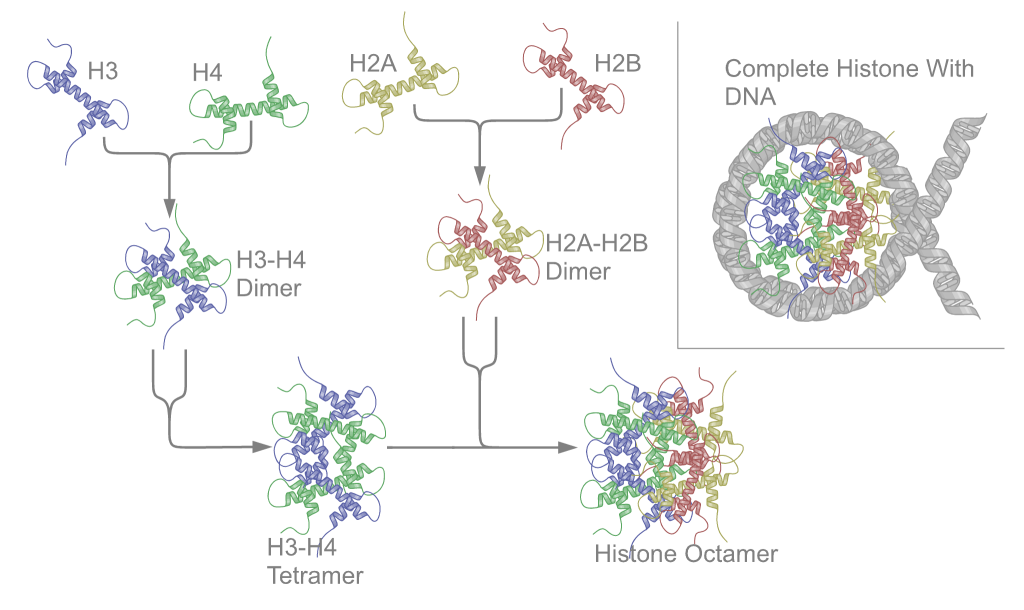
一个核小体是DNA + 组蛋白的组合。

核蛋白是指與核酸（脱氧核醣核酸，DNA或者核糖核酸，RNA）有關的任何蛋白质。譬如，組織蛋白類型的蛋白－染色質。端粒酶，核糖核蛋白和精蛋白都是核蛋白。典型的核蛋白包括核醣體，核小體和病毒核衣殼蛋白。

## 结构

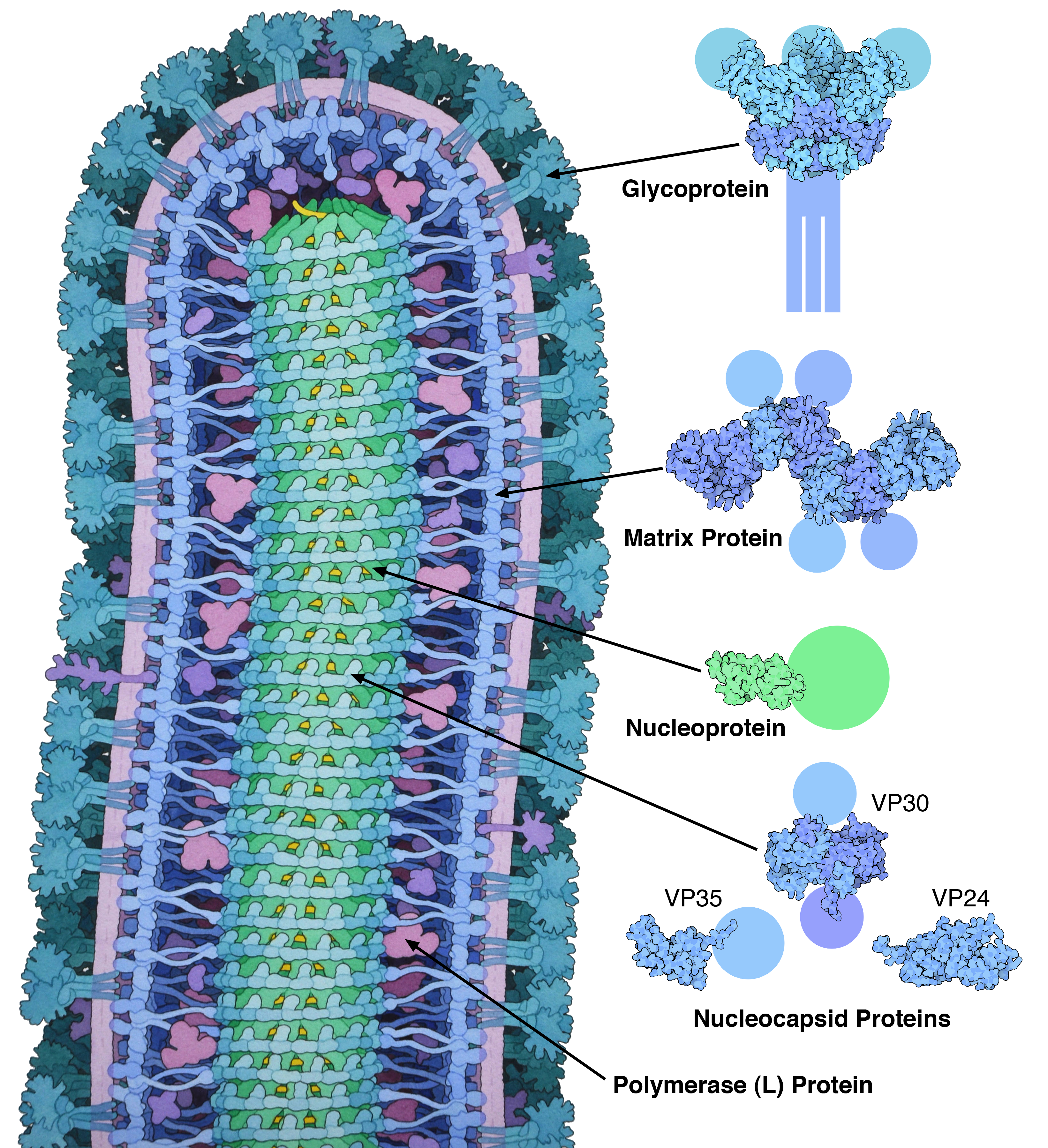
埃博拉病毒顆粒的橫截面圖，主要蛋白質的結構在右側顯示並貼上標籤。

核蛋白倾向于带正电，促进与带负电的核酸链的相互作用。蛋白质三级结构和许多核蛋白的生物学功能被理解。确定核蛋白结构的重要技术包括X射线衍射，核磁共振和低温电子显微镜。

### 病毒
病毒基因组（DNA或RNA）非常紧密地包装在病毒衣壳中。因此，许多病毒只不过是有组织的核蛋白集合，其结合位点向内。 具有结构特征的病毒核蛋白包括甲型流感病毒，狂犬病病毒，伊波拉病毒，Bunyamwera病毒，施馬倫貝格病毒，哈扎拉病毒，克里米亚-刚果出血热，和拉萨病毒

## 脱氧核糖核蛋白
一个脱氧核糖核蛋白（Deoxyribonucleoprotein，缩写：DNP）是DNA和蛋白质的复合物。典型的例子是核小体，其中基因组DNA被包裹在真核细胞核中的八种组蛋白(histone)的簇周围以形成染色质。 在精子发生期间，精蛋白取代组蛋白。

### 功能
最普遍的脱氧核糖核蛋白是核小体，其中组分是核DNA。 与DNA结合的蛋白质是组蛋白和精蛋白; 所得到的核蛋白位于染色体中。 因此，整个染色体，即真核生物中的染色质由这种核蛋白组成。
在真核细胞中，DNA与高度浓缩的称为染色质的核蛋白复合物中的大约相同质量的组蛋白相关。 这种复合物中的脱氧核糖核蛋白相互作用以产生多蛋白调节复合物，其中介入的DNA被环绕或缠绕。 脱氧核糖核蛋白参与调节DNA复制和转录
。
脱氧核糖核蛋白也参与同源重组，一种似乎是通用的DNA修復的过程。 该过程中的中间中间步骤是将重组酶蛋白的多个拷贝与单链DNA相互作用以形成DNP丝。 该过程中使用的重组酶由古菌（RadA重组酶），细菌（RecA重组酶）以及从酵母到人类的真核生物（Rad51和Dmc1(基因)重组酶）产生
。

## 核糖核蛋白
一个核糖核蛋白（Ribonucleoprotein，缩写：RNP）是核糖核酸和RNA结合蛋白的复合物。 这些复合物在许多重要的生物功能中起着不可或缺的作用，包括DNA复制，调节基因表达和调节RNA的代谢。核糖核蛋白的一些例子包括核糖体，酶端粒酶，穹窿体核糖核蛋白，核糖核酸酶P，hnRNP和小核核糖核酸（snRNPs），它们与前信使核糖核酸剪接（剪接体）有牵连，并且是核仁的主要成分之一。 一些病毒是简单的核糖核蛋白，仅含有一个RNA分子和许多相同的蛋白质分子。其他核糖核蛋白或脱氧核糖核蛋白复合物含有许多不同的蛋白质，以及特别多的核酸分子。目前，在RCSB蛋白质数据库（PDB）中可以找到超过2000个核糖核蛋白。 此外，基于从PDB获取的数据，蛋白质-RNA界面数据库（PRIDB）拥有关于RNA-蛋白质界面的信息集合 。

### 功能
核糖核蛋白起到保护作用。 mRNA在细胞中不会作为游离RNA分子出现。 它们总是与核糖核蛋白结合并作为核糖核蛋白复合物起作用。
同样，负链RNA病毒的基因组从不以游离RNA分子的形式存在。 核糖核蛋白保护它们的基因组免受核糖核酸酶的伤害。 核蛋白通常是病毒的主要抗原，因为它们具有菌株特异性和群组特异性抗原决定簇（antigenic determinant）。